# Nexi Germany
Die Nexi Germany GmbH, vormals Concardis GmbH, ist ein im bargeldlosen Zahlungsverkehr tätiger Finanzdienstleister mit Sitz in Eschborn und gehört zur Nexi Group.

## Geschichte
Das Unternehmen ging aus der 1982 gegründeten Gesellschaft für Zahlungssysteme (GZS) hervor. In der GZS wurden die Eurocard Deutschland und die Deutsche Eurocheque-Zentrale (DEZ) zusammengeführt, sie agierte gleichzeitig als Issuer, Acquirer und Prozessor. 1997 wurde der Geschäftsbereich Technik und Prozessing von der GZS abgespalten und auf ein neu gegründetes, reines Prozessingunternehmen übertragen. Dieses übernahm den etablierten Firmennamen GZS, während sich das „Stammunternehmen“ in EURO Kartensysteme umbenannte. Nach der Fusion von Europay International und MasterCard International im Jahr 2003 wurde die Marke Eurocard aufgegeben, und im Zuge dessen zum einen das institutsübergreifende Marketing für die neue Marke MasterCard ausgelagert, sowie der gesamte Bereich Acquiring auf die neugegründete Concardis GmbH übertragen.
Gesellschafter von Concardis war bis zum Verkauf 2017 die gesamte deutsche Kreditwirtschaft. Die Anteile verteilten sich zu jeweils 39,2 Prozent auf den Sparkassensektor und die Privatbanken; der genossenschaftliche Finanzverbund war mit 19,6 Prozent und der öffentliche Bankensektor mit 2 Prozent an dem Unternehmen beteiligt.
In den vergangenen Jahren hat Concardis begonnen, sich von einem klassischen Kreditkarten-Acquirer zu einem breit aufgestellten Payment-Anbieter zu entwickeln, der Händler und Dienstleister in allen Bereichen des bargeldlosen Bezahlens unterstützt. So hat sich Concardis Anfang 2009 an dem technischen Netzbetreiber cardtech aus Köln beteiligt und diese Anteile im Juni 2015 noch weiter ausgebaut. Im Jahr 2013 gab das Unternehmen bekannt, sich am Netzbetreiber WEAT GmbH zu beteiligen und die Anteile der Total Deutschland an WEAT zu übernehmen.
2014 stieg Concardis als Hauptinvestor bei orderbird ein, einem iPad-Kassenanbieter für die Gastronomie. Die beiden Unternehmen vereinbarten darüber hinaus eine strategische und operative Partnerschaft. Zudem übernahm Concardis im selben Jahr die österreichische REA Card Bargeldlose Zahlungssysteme GmbH, einen Anbieter von stationären und mobilen Kartenterminals, von der REA Card GmbH aus Deutschland. Im Mai 2016 gab Concardis bekannt, auch den technischen Netzbetreiber für kartenbasierten Zahlungsverkehr, die ICP, International Cash Processing GmbH, zu übernehmen. Zudem wurden die Anteile der Cardtech Card & POS Service GmbH auf ca. 70 % erhöht. Im August 2017 steigerte Concardis seinen Anteil an Cardtech auf 100 %.
2016 wickelte Concardis 425 Millionen Transaktionen mit einem Gesamtumsatz von 42,3 Milliarden Euro ab.
Anfang 2017 wurde bekannt, dass die bisherigen Eigentümer beabsichtigen, das Unternehmen für geschätzte EUR 700 Mio. an ein Konsortium von Private-Equity-Investoren, bestehend aus Advent und Bain Capital, zu verkaufen. Die Übernahme erfolgte im Januar 2017.
Seit Ende 2017 besteht eine Vertriebskooperation mit China UnionPay.
Im April 2017 übernahmen Advent und Bain Capital den Berliner Zahlungsdienstleister Ratepay von der Otto Group, er wurde organisatorisch an Concardis angegliedert.
Anfang Juni 2018 gab Nets die Übernahme von Concardis bekannt. Nets ist ein dänischer Zahlungsdienstleister mit Hauptsitz in Ballerup. Die Übernahme erfolgte per Aktientausch. Die Geschäftsfelder wurden zusammengelegt. Concardis bleibt der Zahlungsdienstleister für Händler und Nets bietet Services für Unternehmen und Banken. Beide Unternehmen behalten ihre Markennamen. Das neue Unternehmen hat über 3.000 Mitarbeiter, einen Nettoumsatz von 1,3 Milliarden Euro und gut 500 Millionen Euro Betriebsgewinn.
Im August 2019 wurde bekannt, dass Mastercard einen Teil von Nets für fast drei Milliarden Euro übernimmt.
Im Juni 2021 übernahm die italienische Nexi Group die gesamte Nets Gruppe und damit auch Concardis. Zukünftig wird weltweit mit dem Namen Nexi weiter gewirtschaftet, was ein Rebranding bis August 2023 zur Folge hat.

## Dienstleistungen
Es werden Bezahllösungen für die gängigen Kredit- und Debitkarten, Kartenterminals, alternative Zahlungsmethoden, kontaktlose Zahlverfahren sowie PSP-Services für den stationären Handel, E-Commerce und M-Commerce angeboten. Für Handels- und Dienstleistungsunternehmen werden ebenfalls Lösungen zur Verfügung gestellt. Im Bereich Kreditkarten werden diverse Kreditkarten akzeptiert. Im Debitkarten-Segment ist Concardis ebenfalls aktiv. Darüber hinaus unterstützt das Unternehmen seine Vertragspartner auch bei der Abwicklung von Zahlungen über digitale Wallets wie MasterPass von MasterCard. Ergänzt wird dieses Angebot um multifunktionale EMV-fähige POS-Terminals. 2014 hat Concardis mit Concardis Optipay eine mPOS-Lösung in das Portfolio integriert. Das mobile Kartenterminal ermöglicht es Händlern, Zahlungen mit Debit- oder Kreditkarten über ihr Smartphone abzuwickeln.
Unter dem Namen Concardis Payengine bietet das Unternehmen auch Leistungen als Payment-Service-Provider (PSP) an und kooperiert dazu u. a. mit Alipay und Twint.